# Zamost Brodski
Zamost Brodski je pogranično naselje u Hrvatskoj u sastavu Grada Delnica. Nalazi se u Primorsko-goranskoj županiji.

## Zemljopis
Nalazi se na južnoj obali rijeke Kupe. Preko rijeke je Slovenija i naselja Pirče i Petrina. Zapadno su Brod na Kupi, Gusti Laz i Zapolje Brodsko i rječica Kupica, jugoistočno su Vrh Brodski i Zakrajc Brodski. Južno-jugozapadno je Iševnica. Jugozapadno je Krivac. Sjeveroistočno je Golik u Hrvatskoj, a preko rijeke u Sloveniji Vas.

## Stanovništvo
| broj stanovnika | 49    | 100   | 96    | 96    | 83    | 81    | 77    | 70    | 53    | 73    | 52    | 59    | 57    | 38    | 39    | 36    | 35    |
|                 | 1857. | 1869. | 1880. | 1890. | 1900. | 1910. | 1921. | 1931. | 1948. | 1953. | 1961. | 1971. | 1981. | 1991. | 2001. | 2011. | 2021. |